# Сент-Антуан-л'Аббеї
Сент-Антуа́н-л'Аббеї́ (фр. Saint-Antoine-l'Abbaye) — муніципалітет у Франції, у регіоні Овернь-Рона-Альпи, департамент Ізер. Населення — 1228 осіб (01.01.2021).
Муніципалітет розташований на відстані близько 470 км на південний схід від Парижа, 75 км на південний схід від Ліона, 40 км на захід від Гренобля.

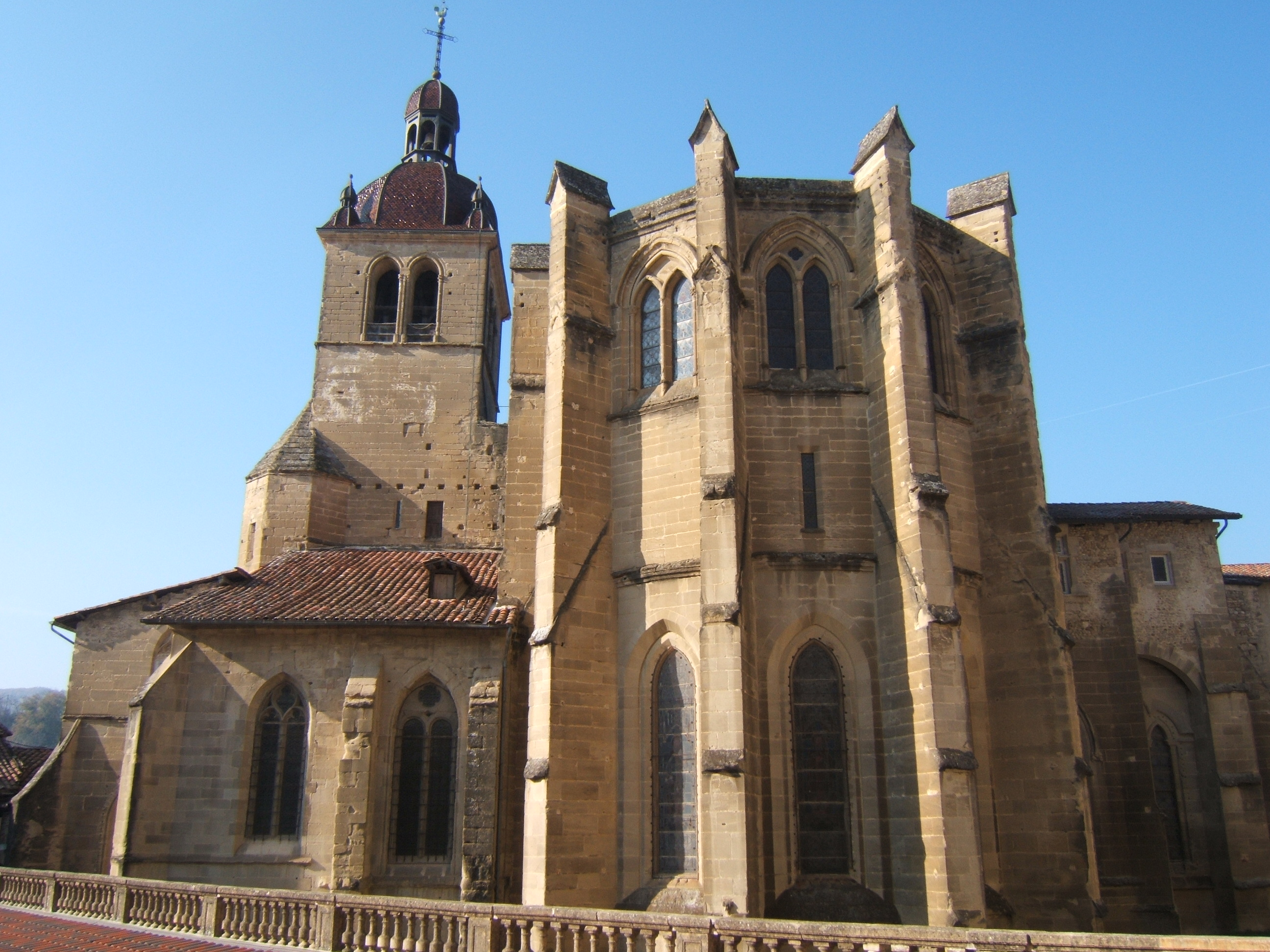

## Історія
До 2015 року муніципалітет перебував у складі регіону Рона-Альпи. Від 1 січня 2016 року належить до нового об'єднаного регіону Овернь-Рона-Альпи.
31 грудня 2015 року до Сент-Антуан-л'Аббеї приєднали колишній муніципалітет Дьйоне.

## Демографія
Динаміка населення (INSEE ):
Розподіл населення за віком та статтю (2006):
| Стать | Всього | До 15 років | 15-24 | 25-44 | 45-64 | 65-85 | Понад 85 |
| --- | ------ | ----------- | ----- | ----- | ----- | ----- | -------- |
| Чоловіки | 464    | 64          | 76    | 84    | 156   | 76    | 8        |
| Жінки | 496    | 100         | 48    | 116   | 132   | 92    | 8        |
| \| Статево-вікова піраміда \| Статево-вікова піраміда \| Статево-вікова піраміда \| \| ----------------------- \| ----------------------- \| ----------------------- \| \| Чоловіки \| Вік \| Жінки \| \| 8 \| 85 + \| 8 \| \| 12 \| 80-84 \| 20 \| \| 40 \| 75-79 \| 40 \| \| 12 \| 70-74 \| 16 \| \| 12 \| 65-69 \| 16 \| \| 28 \| 60-64 \| 24 \| \| 28 \| 55-59 \| 36 \| \| 64 \| 50-54 \| 36 \| \| 36 \| 45-49 \| 36 \| \| 28 \| 40-44 \| 36 \| \| 32 \| 35-39 \| 16 \| \| 8 \| 30-34 \| 40 \| \| 16 \| 25-29 \| 24 \| \| 24 \| 20-24 \| 24 \| \| 52 \| 15-20 \| 24 \| \| 24 \| 10-14 \| 36 \| \| 20 \| 5-9 \| 36 \| \| 20 \| 0-4 \| 28 \| |        |             |       |       |       |       |          |
| Статево-вікова піраміда |        |             |       |       |       |       |          |
| Чоловіки | Вік    | Жінки       |       |       |       |       |          |
| 8 | 85 +   | 8           |       |       |       |       |          |
| 12 | 80-84  | 20          |       |       |       |       |          |
| 40 | 75-79  | 40          |       |       |       |       |          |
| 12 | 70-74  | 16          |       |       |       |       |          |
| 12 | 65-69  | 16          |       |       |       |       |          |
| 28 | 60-64  | 24          |       |       |       |       |          |
| 28 | 55-59  | 36          |       |       |       |       |          |
| 64 | 50-54  | 36          |       |       |       |       |          |
| 36 | 45-49  | 36          |       |       |       |       |          |
| 28 | 40-44  | 36          |       |       |       |       |          |
| 32 | 35-39  | 16          |       |       |       |       |          |
| 8 | 30-34  | 40          |       |       |       |       |          |
| 16 | 25-29  | 24          |       |       |       |       |          |
| 24 | 20-24  | 24          |       |       |       |       |          |
| 52 | 15-20  | 24          |       |       |       |       |          |
| 24 | 10-14  | 36          |       |       |       |       |          |
| 20 | 5-9    | 36          |       |       |       |       |          |
| 20 | 0-4    | 28          |       |       |       |       |          |

## Економіка
2010 року серед 625 осіб працездатного віку (15—64 років) 465 були активними, 160 — неактивними (показник активності 74,4%, у 1999 році було 69,8%). З 465 активних мешканців працювали 432 особи (222 чоловіки та 210 жінок), безробітними було 33 (18 чоловіків та 15 жінок). Серед 160 неактивних 44 особи були учнями чи студентами, 66 — пенсіонерами, 50 були неактивними з інших причин.

У 2010 році в муніципалітеті числилось 426 оподаткованих домогосподарств, у яких проживали 973,0 особи, медіана доходів виносила 17 574 євро на одного особоспоживача

## Галерея зображень

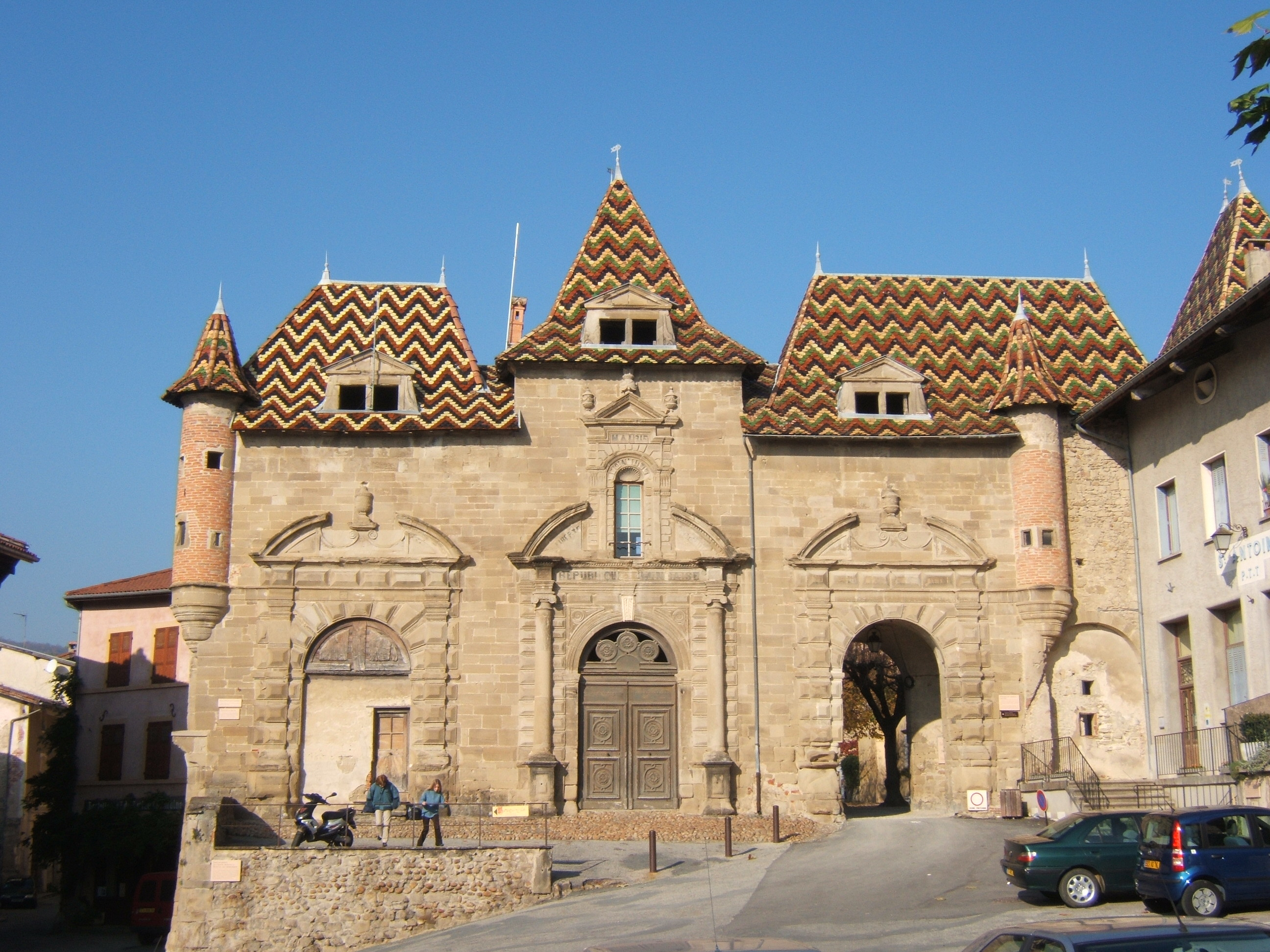
Брама абатства (1657-1658)